# Männliches Geschlecht

In der Biologie steht das Marssymbol für das männliche Geschlecht

Das männliche Geschlecht ist bei der zweigeschlechtlichen Fortpflanzung dasjenige Geschlecht, das die größere Menge an Keimzellen (Samenzellen, Spermien) bereitstellt, mit denen die weiblichen Keimzellen (Eizellen) befruchtet werden und einen oder mehrere Nachkommen (Mehrlinge) entstehen lassen. Es wird mit dem Marssymbol ♂ gekennzeichnet. Viele Tiere und Pflanzen benötigen zwei Geschlechter zu ihrer Fortpflanzung: das weibliche (feminine) und das männliche (maskuline) – im Unterschied zu Arten mit Selbstbefruchtung. Die Zweigeschlechtlichkeit hat sich im Laufe der Evolution mehrmals unabhängig voneinander entwickelt (siehe dazu auch Nachteile der geschlechtlichen Fortpflanzung, Grundlagen des weiblichen Geschlechts und Geschlechtsdetermination).

## Mensch
Beim Menschen wird das männliche Geschlecht durch vier biologische Kennzeichen bestimmt:
- ein Y-Chromosom, neben dem X-Chromosom, das beim weiblichen Geschlecht zweimal vorliegt
- das Sexualhormon Testosteron
- die primären Geschlechtsorgane Penis, Hoden, Hodensack und Samenleiter
- die sekundären und tertiären Geschlechtsmerkmale, die sich im Laufe des Lebens herausbilden, wie der Bartwuchs (siehe Mann, Männlichkeit, Menschliche Geschlechtsunterschiede)

Bei intergeschlechtlichen Personen (früher: Zwitter, Hermaphroditen) sind die primären Geschlechtsmerkmale weniger stark ausgeprägt und lassen sich nicht eindeutig dem männlichen oder weiblichen Geschlecht zuordnen, teilweise sind auch weibliche Geschlechtsmerkmale vorhanden (Gynandromorphismus; siehe auch Drittes Geschlecht, Divers).
Eine Vermännlichung (Virilisierung) liegt bei den Geschlechtern vor, wenn androgene Sexualhormone ausgeprägte Körper- und Geschlechtsmerkmale bedingen (vor allem Behaarungen), die deutlich vom normalen Erscheinungsbild (Phänotyp) ihres Geschlechts abweichen (zur Verweiblichung von männlichen Personen siehe Effemination).

## Andere Tiere
Bei Tieren bestimmen unterschiedliche körperliche und genetische Mechanismen das Geschlecht eines Individuums:
- männliche Bienen (Drohnen) entwickeln sich aus unbefruchteten Eiern, die weiblichen Bienen aus befruchteten (siehe Geschlechtsdetermination)
- bei Vögeln haben Männchen zwei gleiche Geschlechtschromosomen, Weibchen dagegen ungleiche
- bei einigen Krokodilen und anderen Reptilien wird das Geschlecht durch die Bruttemperatur der Eier bestimmt[1]

## Pflanzen
Bei Samenpflanzen wird danach unterschieden, ob ein Individuum
- nur Pollen produziert (männlich),
- nur Samen produziert (weiblich),
- oder beides (Zwitter), wie die Mehrzahl aller Samenpflanzen.